# 呂姆林根

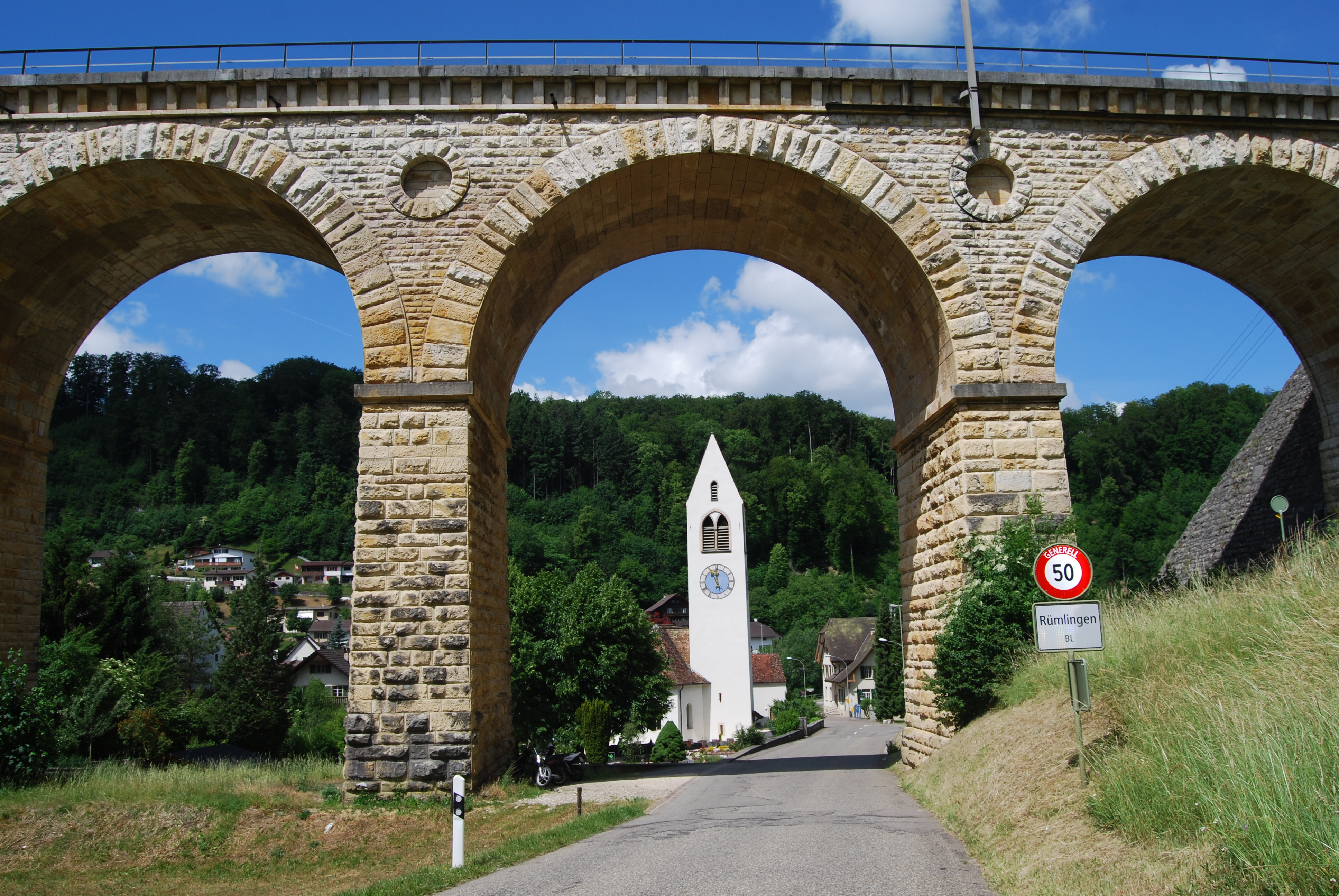

呂姆林根是瑞士的城鎮，位於該國北部，由巴塞爾鄉村州負責管轄，面積2.28平方公里，海拔高度459米，2012年人口373，一半人口信奉基督教，人口密度每平方公里164人。